# Alstroemeria achirae
Alstroemeria achirae es una especie fanerógama, herbácea, perenne y rizomatosa perteneciente a la familia de las alstroemeriáceas. Es endémica de Chile, en particular de la VII Región del Maule. 

## Descripción
Planta de hasta 12 cm de alto con hojas linear-lanceoladas de color verde o rojo-vinoso con borde liso o poco ondulado. La inflorescencia es de color amarillo con tinte rosado hacia el ápice y con rayitas rosadas hacia el tercio superior. Anteras amarillas. Florece entre diciembre y febrero.

## Taxonomía
Alstroemeria achirae fue descrita por Muñoz Schick & Brinck, y publicado en Gayana, Botánica 57(1): 56–57, f. 2. 2000.
Etimología
Alstroemeria: nombre genérico que fue nombrado en honor del botánico sueco barón Clas Alströmer (Claus von Alstroemer) por su amigo Carlos Linneo. 
achirae: epíteto que se refiere a la semejanza de los tépalos con las flores de la planta conocida como "Achira" (Canna).

## Distribución
Su distribución es restringida a la localidad del tipo usado por Muñoz Schick y Brinck en la descripción en Gayana Botánica que es la cumbre del cerro Los Queñes, comuna de Teno, Región del Maule, Chile. También se le ha atribuido distribución en el Cajón del Río Teno, desde Romeral hasta Los Queñes. 